# Токари-Другі
Токари-Другі (пол. Tokary Drugie) — село в Польщі, у гміні Кавенчин Турецького повіту Великопольського воєводства.
У 1975-1998 роках село належало до Конінського воєводства.